# Mikael Forssell
Mikael Kaj Forssell (kiejtése: 'mikael 'forsːelː) (Steinfurt, NSZK, 1981. március 15. –) német születésű finn labdarúgó.

## Pályafutása
Született Steinfurtban. 16 éves korban debütált HJK-ben a Veikkausliigában.
17 éves korban az angol Chelsea-hez igazolt. Ő nem igen tudott beilleszkedni a csapatba. Ezért kölcsönadták Crystal Palace-nak kétszer, aztán Borussia Mönchengladbach-nak és kétszer a Birmingham-nek. A Borussia Mönchengladbach-ban 12 meccsen 7 gólt lőtt. Birminghamban összesen 36 meccsen 7 gólt lőtt. A 2003-2004-es szezonban ő lett a negyedik legjobb góllövő a Premier League-ban. Ő lett a Premier League legjobb játékosa 2004 márciusában. A 2004-2005-ös szezonban visszatért a Birmingham City-hez kölcsönbe, de súlyos térd sérülése amely tönkretette ezt {2004-2005} a szezont.
2005 nyarán csatlakozott a Birmingham-hoz.3 millió font volt a díj és aláírta a három évre szóló szerződést.a 2005-2006-os szezonban nem találta a legjobb formáját. Forssell kegyetlen sérülést szenvedett 2006-ban. 2007 februárjában tért vissza.
2008 májusában Hannover 96-hoz igazolt. A szerződés 2010-2011-es szezonban fog lejárni.
A nemzeti csapatban debütált 1999. június 9-én Moldova ellen.Az első gólt 2001. február 28-án Luxemburg ellen rúgta.